# Tarcza australijska

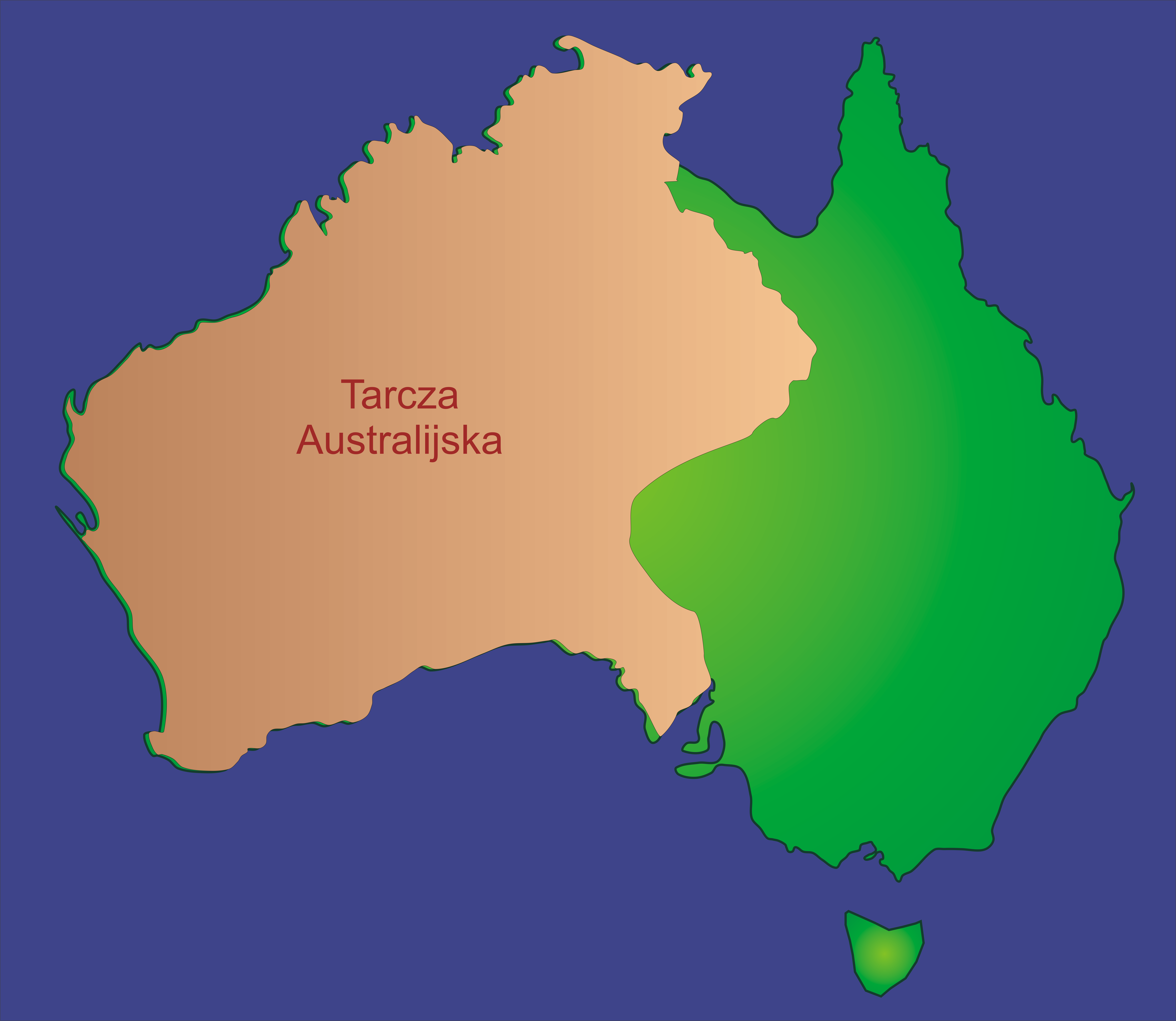
Położenie Tarczy Australijskiej w obrysie kontynentu

Tarcza Australijska – rozległy, stabilny obszar skorupy ziemskiej w centralnej i zachodniej Australii, który stanowi część prekambryjskiej platformy kontynentalnej. Składa się z bardzo starych skał metamorficznych i magmowych, które powstały ponad 2,5 miliarda lat temu. Tarcza ta obejmuje jednostki, takie jak Kraton Yilgarn i Kraton Pilbara.